# パーティーゲーム

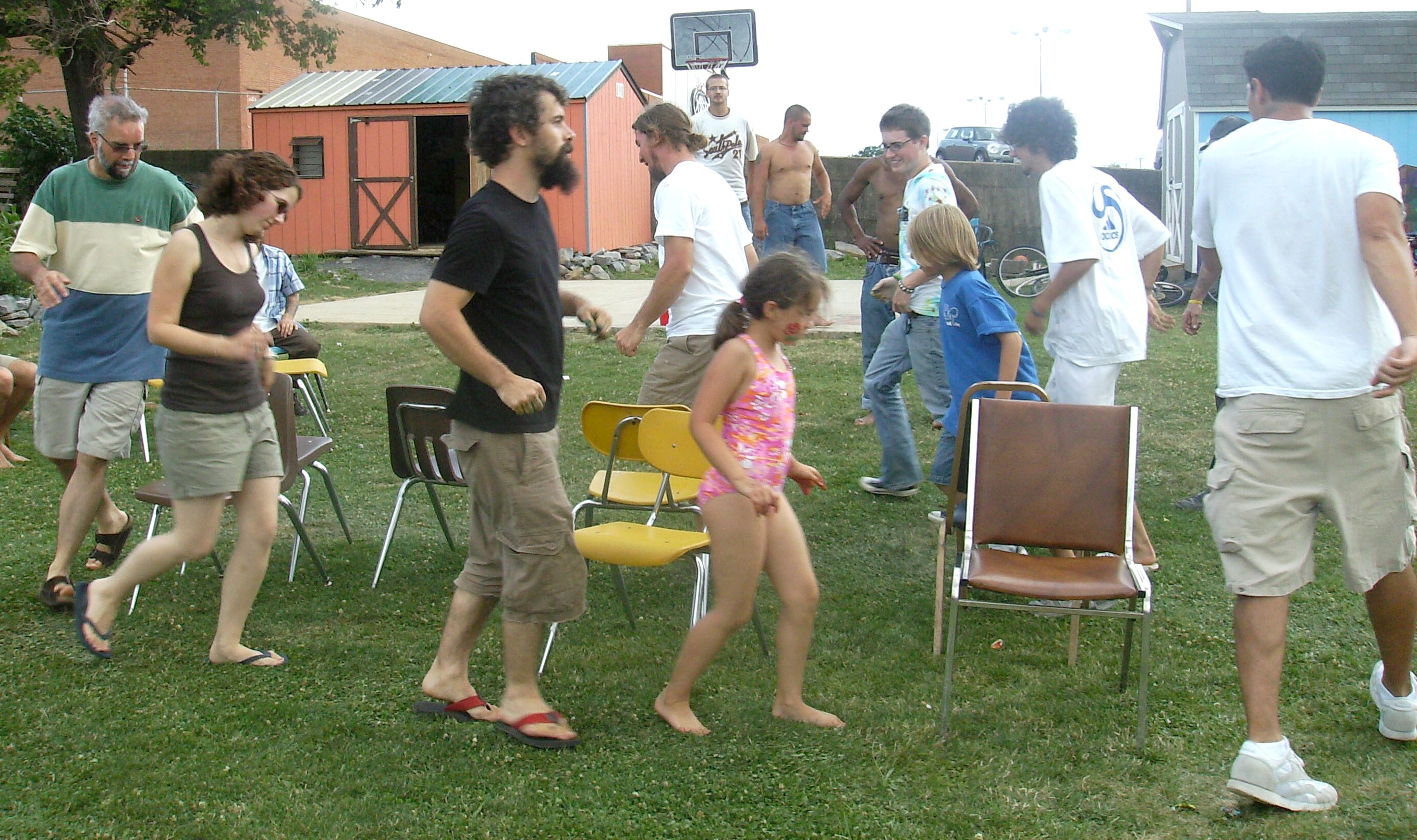
椅子取りゲーム

パーティーゲーム（英語: Party Game）とは、宴会やパーティなどで行われる、多人数が集まって楽しみながらプレイするゲーム（遊戯）である。また、そのような遊び方のできるコンピュータゲームのジャンルも指す。

## アナログパーティーゲーム
多くは3人以上（多いほど良いとされる）で楽しむことが可能なゲームである。プレイヤー全員が同じ条件で遊べることが求められるため、ルールが単純で、覚えたり考える要素は少なめであることや、プレイヤーの資質によって勝ち負けが決まりにくい、偶然性の強いゲームが多い。ゲームによって道具を使うものと使わないものにも分けられる。以下に挙げた各種ゲームのほかにも、カジノゲームをパーティーゲームとして行うこともある。

### 道具を使わないもの
- らかんさん（系）- 歌いながらポーズなどを真似していく遊び。
  - せんだみつおゲーム
- 伝言ゲーム
- しりとり
- 古今東西（系）
  - 山手線ゲーム
  - 魚鳥木
- フラッシュ
- マジカルバナナ
- ジェスチャーゲーム

### 道具が必要なもの
- グリード/Farkle
- 双六
  - 人生ゲーム
  - モノポリー
- カードゲーム
  - トランプ
  - UNO
- ジェンガ
- 椅子取りゲーム
  - フルーツバスケット
- ツイスター
- ライアーズダイス（ブラフ）
- ピクショナリー（スペイン語版）
- 福笑い
- リアル脱出ゲーム
- 人狼ゲーム
- ビアポン

## コンピュータパーティーゲーム

### 主なタイトル
- 桃太郎電鉄シリーズ
- いただきストリートシリーズ
- マリオパーティシリーズ

多人数で対戦可能なクイズゲーム、レースゲームなどもパーティーゲームとしてよく用いられる。また、多人数でプレイ可能でアドリブの要素が強く、勝敗に関してあまりこだわらないシステムのゲームも、パーティーゲームとして扱われることが多い。